# Harry Nach
Harold Ignacio González Morales (La Pintana, 8 de junio de 2000), conocido por su nombre artístico Harry Nach, es un cantante chileno de trap de tendencia progresista, y  hip hop, conocido por temas como "Tak Tiki Tak", "Fixona" entre otros.

## Biografía
Harold desde pequeño se interesó por la música, pero fue a los 15 años cuando comenzó a involucrarse en ella, primeramente por la música electrónica, especialmente por el subgénero dubstep. Originalmente publicó su canción debut, «Hold up» en SoundCloud en noviembre de 2015, la cual posteriormente fue añadida a su canal de YouTube en febrero de 2016.
Tomó un curso de producción musical, con lo que le ayudó a comenzar a crear pistas y beats, lo que impulsó sus primeras creaciones musicales. «En un principio todo era por entretención, además de producir y grabar canciones para mis amigos, creaba mis propias pistas, pero de a poco le fui dando más seriedad a mis proyectos», afirma González. En 2017 inició sus primeras producciones haciendo segundas voces, luego colaboraciones, hasta llegar finalmente a cantar temas completos. Dentro de sus primeras canciones están la ya mencionada «Hold up» y «Clouds» las cuales son bases de electrónica y dubstep.
En septiembre de 2018, Nach lanzó a través de la plataforma Spotify, un mixtape titulado El Dizzy Boy, el material que mezcla géneros hip hop y rap, contiene siete pistas de su autoría. El pasado 25 de mayo de 2019 participó en el festival TrapStar. Para 2019 lanza el EP Onward, destacando el sencillo «Norty», en colaboración con el cantante chileno Young Kieff. También durante ese año publicó la canción «Tak tik tak», que logró gran éxito en las redes sociales, tiempo después, producto del explosivo alcance, Sony Music se intereso en la grabación, estrechando un acuerdo junto al intérprete para la cesión respectiva.
Nach lanzó el video oficial para la canción «Antonio» a inicios de 2020. En marzo del mismo año participó en «Good vibes» de Pablo Feliú, donde también estuvo presente el rapero Insi y a comienzos de junio estrenó el vídeo «Poppy moods», con Pablo Feliú en la producción musical.

## Discografía

### Álbumes de estudio
- 2020: Moods
- 2022: FRIO
- 2024: Flints
- 2025: Harryto's

### EP
- 2019: Onward
- 2021: A.W.I.T.A

Mixtapes
- 2018: El Dizzy Boy

### Sencillos
| Título                                                                                   | Año  | Posicionamiento en listas | Posicionamiento en listas | Posicionamiento en listas | Certificaciones                                                | Álbum     |
| Título                                                                                   | Año  | CHI                       | ARG                       | ESP                       | Certificaciones                                                | Álbum     |
| ---------------------------------------------------------------------------------------- | ---- | ------------------------- | ------------------------- | ------------------------- | -------------------------------------------------------------- | --------- |
| «Modo avión»                                                                             | 2017 | —                         | —                         | —                         |                                                                | Sin álbum |
| «To pa mi»                                                                               | 2018 | —                         | —                         | —                         |                                                                | Sin álbum |
| «1.00 am»                                                                                | 2018 | —                         | —                         | —                         |                                                                | Sin álbum |
| «Tenerte»                                                                                | 2018 | —                         | —                         | —                         |                                                                | Sin álbum |
| «1.00 am (remix)» (con Shita, Shielo, Mati Drugs)                                        | 2018 | —                         | —                         | —                         |                                                                | Sin álbum |
| «No vuelvas»                                                                             | 2019 | —                         | —                         | —                         |                                                                | Sin álbum |
| «Ready pal party» (con $hem K)                                                           | 2019 | —                         | —                         | —                         |                                                                | Sin álbum |
| «Sueltate» (con Young Kieff, Zulia)                                                      | 2019 | —                         | —                         | —                         |                                                                | Sin álbum |
| «Dime bebe» (con WhanGold)                                                               | 2019 | —                         | —                         | —                         |                                                                | Sin álbum |
| «Prende» (con Makce)                                                                     | 2019 | —                         | —                         | —                         |                                                                | Sin álbum |
| «Norty» (con Young Kieff)                                                                | 2019 | 100                       | —                         | —                         |                                                                | Onward    |
| «Ironía» (con Sebastyle)                                                                 | 2019 | —                         | —                         | —                         |                                                                | Sin álbum |
| «Perrv»                                                                                  | 2019 | —                         | —                         | —                         |                                                                | Sin álbum |
| «Tak tiki tak»                                                                           | 2019 | 7                         | 15                        | 28                        | - IFPI: Platino - PROMUSICAE: Oro - AMPROFON: 2× Platino + Oro | Sin álbum |
| «Shot» (con Insi)                                                                        | 2019 | —                         | —                         | —                         |                                                                | Sin álbum |
| «Antonio»                                                                                | 2020 | —                         | —                         | —                         |                                                                | Sin álbum |
| «We keep the guns» (con Lil Dirty)                                                       | 2020 | —                         | —                         | —                         |                                                                | Sin álbum |
| «Intoxicated»                                                                            | 2020 | —                         | —                         | —                         |                                                                | Sin álbum |
| «Poppy»                                                                                  | 2020 | —                         | —                         | —                         |                                                                | Moods     |
| «Fuck»                                                                                   | 2020 | —                         | —                         | —                         |                                                                | Moods     |
| «Aborrecio» (con Nikxz)                                                                  | 2020 | —                         | —                         | —                         |                                                                | Moods     |
| «Fixona»                                                                                 | 2020 | —                         | —                         | —                         |                                                                | Moods     |
| «Mal amor» (con Drago200, Roa)                                                           | 2020 | —                         | —                         | —                         |                                                                | Sin álbum |
| «Que loco mami» (con Hozwal)                                                             | 2020 | —                         | —                         | —                         |                                                                | Sin álbum |
| "—" significa que la canción no fue lanzada en ese territorio o no apareció en la lista. |      |                           |                           |                           |                                                                |           |

### Sencillos como artista invitado
| Año                                                                    | Título                                                                       | Máxima posición | Álbum     |
| Año                                                                    | Título                                                                       | CHI             | Álbum     |
| ---------------------------------------------------------------------- | ---------------------------------------------------------------------------- | --------------- | --------- |
| 2019                                                                   | «Ironía» (con Style)                                                         | —               | Sin álbum |
| 2020                                                                   | «Space love» (con Seba Jallen)                                               | —               | Sin álbum |
| 2020                                                                   | «Repitámoslo (remix)» (con Barlog, Allfreedom)                               | —               | Sin álbum |
| 2020                                                                   | «Te mojas» (con Ñengo Flow, Eliot El Traino, Kris R, Pekeño 77, Lito Kirino) | —               | Sin álbum |
| 2020                                                                   | «Mama» (con Pekeño 77, Bizarrap)                                             | —               | Sin álbum |
| 2020                                                                   | «VETE» (con Julianno Sosa)                                                   | 99              | Sin álbum |
| 2020                                                                   | «FENDI» (con Kris R)                                                         | —               | Sin álbum |
| 2020                                                                   | «TITI» (con Diablo, Lil Xan)                                                 | —               | Sin álbum |
| 2021                                                                   | «Tutoto» (con La Zowi)                                                       |                 | Sin álbum |
| «—» significa que la canción no fue lanzada o no apareció en la lista. |                                                                              |                 |           |